# The Beyond (musikalbum)
The Beyond är det andra studioalbumet till det svenska progressiva post metal-bandet Cult of Luna. Albumet släpptes februari 2003 av skivbolaget Earache Records.

## Låtlista
1. "Inside Fort Meade" – 0:44
2. "Receiver" – 8:08
3. "Genesis" – 11:36
4. "The Watchtower" – 6:20
5. "Circle" – 8:10
6. "Arrival" – 9:32
7. "Leash" – 7:48
8. "Clones" – 2:20
9. "Deliverance" – 8:47
10. "Further" – 11:22

## Medverkande
Musiker (Cult of Luna-medlemmar)
- Johannes Persson – gitarr, sång
- Magnus Lindberg – gitarr, percussion, sampling
- Klas Rydberg – sång
- Erik Olofsson – gitarr
- Marco Hildén – trummor
- Andreas Johansson – basgitarr

Bidragande musiker
- Anders Pettersson – pedal steel guitar
- Jonas Rosén, Ola Kluft – sång
- Johanna Hedlund – cello
- Insomniac Convention – elektronik
- Thomas Hedlund – percussion

Produktion
- Magnus Lindberg – producent, ljudtekniker, ljudmix
- Pelle Henricsson – producent, ljudmix, mastering
- Per Gustavsson – omslagskonst